# 맬러리 스완슨
맬러리 다이앤 스완슨(영어: Mallory Diane Swanson, 혼전 성씨: 퓨(Pugh), 1998년 4월 29일 ~ )는 미국의 여자 축구 선수이다. 포지션은 공격수이며, 현재 미국 내셔널 위민스 사커 리그의 워싱턴 스피릿에서 활동하고 있다.

## 청소년 선수 경력
맬러리 퓨는 콜로라도주 리틀턴에서 캐런 퓨와 호레이스 퓨 부부의 딸로 태어났으며 자신의 언니인 브리애나 퓨와 함께 콜로라도주 하일랜즈랜치에서 성장했다. 맬러리 퓨의 어머니인 캐런 퓨는 장거리 육상 선수로 활동했고 아버지인 호레이스 퓨는 축구 선수로 활동했다.
4세 시절부터 언니를 따라 축구를 즐겼으며 2011년부터 2016년까지 엘리트 클럽스 내셔널 리그에 소속되어 있던 여자 축구 클럽인 레알 콜로라도 유스 팀에서 활동했다. 2010 시즌, 2011 시즌에서는 레알 콜로라도의 콜로라도주 여자 축구 리그 우승에 기여했고 2013 시즌, 2014 시즌에서는 레알 콜로라도의 엘리트 클럽스 내셔널 리그 결승전 진출에 기여했다.
2012년부터 2016년까지 하일랜즈랜치에 위치한 마운틴비스타 고등학교에 재학하던 동안에는 3차례의 시즌에 걸쳐 47골, 도움 23개를 기록했다. 2012 시즌에서는 마운틴비스타 고등학교 여자 축구부의 콜로라도주 여자 축구 리그 우승에 기여했다. 2013 시즌에서는 미국 축구 지도자 협회(NSCAA)로부터 전미 고등학교 여자 축구 수비수로 선정되는 영예를 안았고 2014 시즌에서는 미국 축구 지도자 협회(NSCAA)로부터 올해의 여자 청소년 국가대표 선수로 선정되는 영예를 안았다.
2014년, 2015년에는 미국 축구 지도자 협회가 선정한 올해의 여자 청소년 선수상을 수상했고 2015년에는 게토레이가 선정한 미국 올해의 여자 축구 선수상, 미국 축구 연맹이 선정한 미국 올해의 여자 청소년 선수상을 수상했다.

## 클럽 경력
2016년 1월에는 맬러리 퓨가 고등학교를 졸업하고 프로 축구 클럽에 입단할 것이라는 추측이 있었지만 퓨는 이를 부인했고 캘리포니아 대학교 로스앤젤레스에 입학할 예정임을 밝혔다. 퓨는 2016년 리우데자네이루 하계 올림픽과 2016년 FIFA U-20 여자 월드컵에 집중하기 위해 대학교 입학을 연기했다.
2017년 5월에는 캘리포니아 대학교 로스앤젤레스 산하 여자 축구 클럽인 UCLA 브루인스를 떠나 내셔널 위민스 사커 리그 소속 여자 축구 클럽인 워싱턴 스피릿에 입단하면서 여자 프로 축구 선수로 전향하게 된다. 2020년에는 내셔널 위민스 사커 리그 칼리지 드래프트 과정을 통해 스카이 블루 FC에 합류했다. 2021년에는 내셔널 위민스 사커 리그 드래프트 과정을 통해 세라 월드모와 트레이드되어 시카고 레드 스타스로 이적했다.

## 국가대표 경력

### 청소년 대표 경력
2013년부터 2014년까지 미국 여자 U-17 축구 국가대표팀 선수로 활동했으며 2013년에는 미국 여자 U-17 축구 국가대표팀 훈련 캠프에 참여했다. 자메이카에서 개최된 2013년 CONCACAF U-17 여자 축구 선수권 대회에 참가했지만 미국은 준결승전에서 승부차기 끝에 멕시코에 패배한 이후에 3위로 대회를 마감했고 2014년 FIFA U-17 여자 월드컵 본선 진출에 실패하고 만다.
2014년부터 2016년까지 미국 여자 U-20 축구 국가대표팀 선수로 활동했으며 2014년에는 미국 여자 U-20 축구 국가대표팀 훈련 캠프에 처음 참여했다. 캐나다에서 개최된 2014년 FIFA U-20 여자 월드컵에서는 브라질과의 조별 예선 2차전 경기에서 부상을 당하면서 하차했는데 미국은 해당 대회의 8강전에서 승부차기 끝에 조선민주주의인민공화국에 패배하면서 탈락하고 만다.
2015년 12월에는 온두라스에서 개최된 2015년 CONCACAF U-20 여자 축구 선수권 대회에서 미국의 우승에 기여했다. 퓨는 해당 대회에서 7골을 기록하면서 득점왕에 올랐고 해당 대회의 MVP를 수상하는 영예를 안았다. 파푸아뉴기니에서 개최된 2016년 FIFA U-20 여자 월드컵에서는 미국 여자 U-20 축구 국가대표팀의 주장을 역임했고 미국은 해당 대회에서 4위를 차지했다.

### 성인 대표 경력
2016년 1월 23일에 열린 아일랜드와의 친선 경기에서 후반전 13분에 앨릭스 모건과 교체 출전하면서 미국 여자 축구 국가대표팀 선수로 데뷔했으며 후반전 38분에 미국의 5번째 골을 기록하면서 미국의 5-0 승리에 기여했다. 2016년 2월에 열린 올림픽 축구 북중미카리브 지역 최종 예선에서는 미국 여자 축구 국가대표팀에서 가장 나이가 적은 선수로 발탁되었고 미국의 올림픽 본선 진출에 기여했다.
2016년 7월 12일에는 2016년 리우데자네이루 하계 올림픽에 참가한 미국 여자 축구 국가대표팀 명단에 이름을 올렸으며 뉴질랜드, 콜롬비아와의 조별 예선 경기에 참가했다. 콜롬비아와의 조별 예선 경기에서는 전반전 33분에 메건 러피노와 교체 출전하면서 미국의 2번째 골을 기록했지만 미국은 콜롬비아와 2-2 무승부를 기록하고 만다. 스웨덴과의 8강전에서는 연장전 후반 9분에 린지 호런과 교체 출전했지만 미국은 승부차기 끝에 스웨덴에 패배하면서 탈락하고 만다.
2019년 FIFA 여자 월드컵에서는 태국과의 조별 예선 경기에서 1골을 기록했으며 미국은 2019년 FIFA 여자 월드컵에서 우승을 차지했다. 2023년 4월 8일에 열린 아일랜드와의 친선 경기에서는 왼쪽 슬개건이 파열되는 부상을 당했고 이 여파로 2023년 FIFA 여자 월드컵에 불참했다.

## 사생활
맬러리 퓨는 2017년 12월부터 메이저 리그 베이스볼 시카고 컵스 소속 유격수인 댄즈비 스완슨과 데이트를 시작했다. 퓨와 스완슨은 2022년 12월 10일에 결혼했다. 퓨는 2023년에 자신의 성씨를 남편의 성씨로 바꿨다.

## 수상

### 개인
- 2013년 미국 축구 지도자 협회(NSCAA) 전미 고등학교 여자 축구 수비수 선정
- 2014년 미국 축구 지도자 협회(NSCAA) 올해의 여자 청소년 국가대표 선수 선정
- 2015년 게토레이 선정 미국 올해의 여자 축구 선수상 수상
- 2015년 미국 축구 연맹 선정 올해의 여자 청소년 축구 선수상 수상

### 국가대표
- 2016년 시빌리브스컵 우승
- 2018년 시빌리브스컵 우승
- 2018년 CONCACAF 여자 축구 선수권 대회 우승
- 2019년 FIFA 여자 월드컵 우승